# 七井中央
七井中央（なないちゅうおう）は栃木県芳賀郡益子町の地名。郵便番号は321-4107（益子郵便局管区）。

## 地理
益子町北部の一区域。北は七井、西・南・東は大沢と接する。一帯は益子町七井地区（旧七井村）の中心部にほど近く、国道121号・国道123号・国道294号が交わる交通の要衝である。区画整理により道路の整備・建物の建て替えなどが行われ、2010年に換地処分公告により新たに「七井中央」の地名が与えられた。

## 歴史
益子町が進めていた七井第1土地区画整理事業の換地処分公告が2010年（平成22年）3月26日に行われ、翌27日より大字七井・大字大沢の一部区域をもって新設の字「七井中央」が成立した。

## 世帯数と人口
2015年（平成27年）10月1日現在の世帯数と人口は以下の通りである。
| 町丁     | 世帯数  | 人口  |
| -------- | ------- | ----- |
| 七井中央 | 108世帯 | 297人 |

## 交通

### 鉄道
最寄駅は真岡鐵道七井駅である。

### 道路
国道121号・国道123号・国道294号が「七井中央」交差点で交わる。このうち国道121号は七井中央交差点が認定区間の終点にあたる。西方向は国道123号宇都宮市方面、東方向は国道123号・国道294号の重用区間となり那須烏山市・茂木町方面、南方向は国道121号・国道294号の重用であり益子町市街地・真岡市方面へ伸びている。
これら3国道は区画整理事業によるバイパス開通以前は七井中央交差点の東にある「七井」交差点を接続地点としていた。

### 路線バス
七井地区を通過する路線バスは関東自動車により運行されている。走行経路は新道であり七井中央地内を通過する国道123号上ではなく、北に並走する主要地方道宇都宮笠間線上となっている。宇都宮市（JR宇都宮駅・東武宇都宮駅）方面および益子駅方面の系統が運行されており、七井中央からは「七井仲町」「七井駅前」「七井局前」などの停留所を利用できる。

## 施設・店舗
- JAはが野・はが野食材センター
- ベイシア益子店
- セブンイレブン益子七井店